# 最高兰卡联盟
最高兰卡联盟（羅馬化：Uttara Lanka Sabhagaya）是斯里兰卡的一个已不存在的左翼政党联盟。该联盟成立于2022年9月4日，由原属斯里兰卡人民自由联盟的7个左翼政党和民族主义政党组成。
该联盟现有以下成员：
- 民主左翼阵线
- 兰卡平等社会党
- 斯里兰卡共产党
- 全国自由阵线（英语：Jathika Nidahas Peramuna）
- 光辉全国遗产
- 胜利之地全国委员会
- 忠诚全国组织
- 斯里兰卡人民党（英语：Sri Lanka Mahajana Pakshaya）[3]